# Остерија дел'Оза (Рим)
Остерија дел'Оза је насеље у Италији у округу Рим, региону Лацио.
Према процени из 2011. у насељу је живело 49 становника. Насеље се налази на надморској висини од 51 м.